# Tàu ngầm lớp Ko-hyoteki
Tàu ngầm lớp Ko-hyoteki (甲標的, Kō-hyōteki), hay tàu ngầm Kōryū (蛟竜) là tàu ngầm loại nhỏ được Nhật Bản sử dụng trong chiến tranh thế giới thứ hai. Chúng có số trên thân tàu nhưng không có tên. Các số trên thân tàu có liên hệ với tên của tàu ngầm mang chúng. Ví dụ như các tàu được mang bởi tàu ngầm イ -16 (I-16) sẽ có số giống thế với chữ bắt đầu bằng "HA".

## Lịch sử phát triển
Năm mươi chiếc tàu ngầm lớp Ko-hyoteki đã được đóng. Hyoteki có nghĩa là "Mục tiêu" ám chỉ rằng việc thiết kế của loại tàu này ban đầu là để Hải quân Đế quốc Nhật Bản diễn tập xác định mục tiêu. Chúng còn được gọi là "ngư lôi" (筒) vì chúng có thể tiến sát lại các tàu địch và tự phát nổ trong các nhiệm vụ "không thể trở về".
Hai chiếc đầu tiên HA-1 và HA-2 không được trang bị kính tiềm vọng. Sau này chúng được thêm vào để cân bằng tàu vì nếu không tàu sẽ quay vòng vòng dưới nước.
HA-19 được tàu ngầm I-24 phóng ra tại Trân Châu cảng. Hầu hết 50 chiếc loại này không được ghi vào thông tin tàu ngầm hải quân vì chúng được xem như những ngư lôi, dù vậy ba chiếc bị bắt ở Sydney (Úc), và một số khác tại đảo Guam, Guadalcanal và Kiska được ghi nhận bởi các số trên thân tàu.
Mỗi chiếc loại này được trang bị hai ngư lôi 450 mm, một nằm trong ống phóng ngư lôi có nắp đậy kín, còn một nằm trong ống ngư lôi gắn phía trên thân tàu. Trong trận Trân Châu cảng mẫu thiết kế sử dụng ngư lôi kiểu 97 đã được mang ra sử dụng. Tuy nhiên đã có vấn đề trong việc đốt cháy nhiên liệu đẩy ngư lôi bằng oxy khi nằm dưới nước. Vì thế, các cuộc tấn công sau sử dụng các loại ngư lôi khác. Một số giả thuyết nói rằng đó là loại ngư lôi kiểu 91 vốn được thiết kế cho máy bay, một số báo cáo khác thì lại nói rằng đó ngư lôi kiểu 97 được kết hợp với ngư lôi kiểu 98 hay còn gọi là ngư lôi kiểu 97 cải tiến. Không có bất cứ tài liệu nào khẳng định rằng ngư lôi kiểu 91 đã được sử dụng bởi loại tàu này. Còn ngư lôi kiểu 98 thì đã bị thay thế bởi ngư lôi kiểu 02. Thân tàu sau này được thiết kế lớn hơn để có thể nhét đủ thuốc nổ có thể dùng khi phải chiến đấu trong trường hợp không thể thoát hay mục tiêu có giá trị quá lớn để bỏ qua thì thủy thủ sẽ biến cả chiếc tàu này một quả ngư lôi và lao thẳng vào kẻ thù, tuy nhiên không có bật kỳ bằng chứng gì là kiểu chiến đấu này từng được sử dụng vì nếu có với sức nổ quá lớn không ai có thể sống sót hay chẳng biết gì (thường thì sẽ nghĩ bị đâm bởi một ngư lôi hay thủy lôi cực lớn) để báo cáo.
Mỗi chiếc tàu đều có hai thủy thủ. Một người làm hoa tiêu quan sát để vạch lộ trình di chyển, người còn lại lo việc lái tàu và giữ thăng bằng không cho tàu đi lệch hướng hay bị lộn ngược.

## Trong trận Trân Châu cảng
Đã có ít nhất 5 chiếc Ko-hyoteki đã tham chiến và được mang bởi các tàu I-16, I-18, I-20, I-22 và I-24. Trong trận này và có ít nhất một chiếc (trên hình) vào được cảng. Chiếc HA-19 đã bị bắt do bị mắc cạn tại bờ biển Oahu và sau đó đã bị mang đi trưng bày khắp Hoa Kỳ để giúp bán được trái phiếu chiến tranh. Hiện nay, tại Khu vực trưng bày lịch sử quốc gia Hoa Kỳ, HA-19 là mẫu vật trong viện bảo tàng chiến tranh Thái Bình Dương.
Một bức ảnh chụp bởi một máy bay Nhật Bản đã cho thấy một tàu ngầm loại nhỏ đang bắn hai trái ngư lôi vào tàu chiến Row. Việc nhận dạng tàu ngầm này được thực hiện bởi viện hàng hải Hoa Kỳ năm 1999. Nó cho thấy một tàu ngầm loại nhỏ cũng đã đánh trúng thẳng vào chiếc West Virginia (BB-48). Và cũng có thể cùng một chiếc đã bắn hai quả ngư lôi vào Curtiss (AV-4) và Monaghan (DD-354). Cả hai quả ngư lôi trên đều trật và phát nổ tại cảng Trân Châu và bãi biển tại đảo Ford. Chiếc tàu này sau đó đã bị đánh chìm bởi tàu Monaghan lúc 08:43 vào ngày 07 tháng 12, được trục vớt lên và sử dụng như một quan tài trong khi xây dựng một cầu cảng mới tại cảng Trân Châu. Tất cả thủy thủ đoàn của nó vẫn ở nguyên chỗ cũ khi nó được cho vào lớp bê tông của cầu cảng mới.

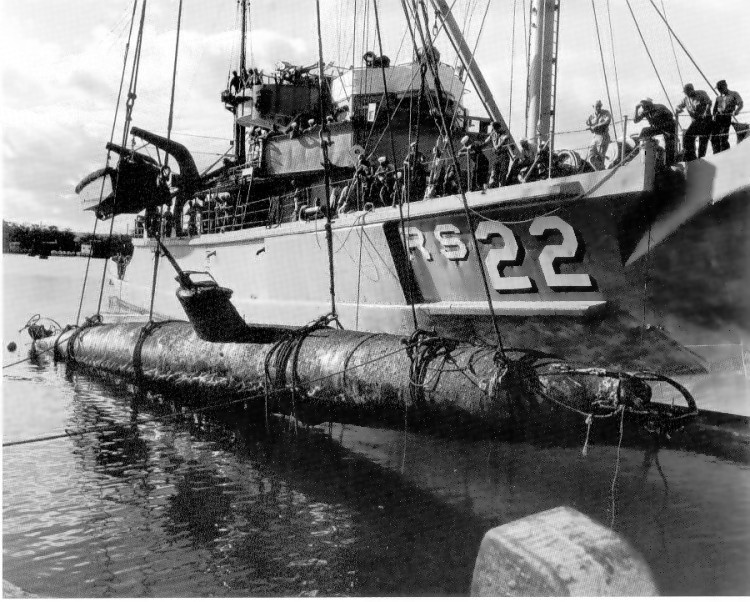
Trục vớt tàu ngầm tại Keehi Lagoon bởi tàu USS Current (ARS-22) năm 1960

Một chiếc tàu ngầm loại nhỏ khác đã được hải quân Hoa Kỳ tìm thấy ngoài khơi Keehi Lagoon phía đông Trân Châu cảng tại lối vào, ngày 13 tháng 06 năm 1960. Nó đã bị hư do bom chống tàu ngầm và các thủy thủ đoàn đã thoát ra do không thể lái được nữa. Chiếc này sau đó đã được trục vớt và được trưng bày trong học viện hàng hải của hải quân đế quốc Nhật ngày 15 tháng 03 năm 1962.
Một chiếc tàu ngầm loại nhỏ khác bị tàu Ward (DD-139) tấn công lúc 06:37 ngày 07 tháng 12. Nó được tàu ngầm nghiên cứu của trường đại học Hawaii tìm thấy vào ngày 28 tháng 08 năm 2002 tại độ sâu 400 m cách 5 dặm bên ngoài Trân Châu cảng. Và có 5 chiếc tàu loại này được tìm thấy tại Trân Châu cảng.
Nặm 2009 một nhóm các nhà nghiên cứu do PBS Nova tập hợp đã tìm ra tàn tích của một chiếc tàu ngầm loại nhỏ bên ngoài lối vào Trân Châu cảng và nâng số tàu loại này được tìm thấy tại đây lên 5 chiếc đã từng tấn công Trân Châu cảng vào ngày 07 tháng 12 năm 1941. Các ống phóng ngư lôi của tàu rỗng chứng tỏ nó đã được sử dụng. Một băng ghi âm bí mật được công bố sau này cho thấy rõ là các thủy thủ đoàn của nó được lệnh làm đắm các tàu ngầm này sau khi tấn công bằng ngư lôi và tất cả thủy thủ lên bờ để rút về để bổ sung lực lượng chính chứ không đâm bổ vào các tàu địch như những ngư lôi mặc dù chúng được trang bị hoàn toàn thích hợp cho việc đó. Điều này được chứng minh là tàu USS Oklahoma đã bị trúng hai quả ngư lôi được tin là bắn ra từ các tàu ngầm có sức mạnh gấp đôi các ngư lôi mà các máy bay đang ném xuống Trân Châu cảng.

## Tàu ngầm loại nhỏ Nhật Bản tấn công Sydney
Tối ngày 29 tháng 05 năm 1942, 5 tàu ngầm lớn của Nhật Bản đã đi đến cách cảng Sydney 56 km về phía Đông Bắc. Vào 03:00 sáng, các tàu này đã phóng máy bay trinh sát. Sau khi bay vài vòng quanh cảng Sydney thì chúng trở về với các tàu ngầm và báo cáo là các tàu chiến và tàu tuần dương đang được neo tại cảng. Chỉ huy của tiểu đội tàu ngầm đã quyết định tấn công cảng bằng các tàu ngầm loại nhỏ vào đêm tới. Ngày kế tiếp, 5 tàu ngầm này tiến sát đến cảng chỉ còn cách 11 km và đến 04:30 ít nhất 3 chiếc tàu ngầm loại nhỏ đã được phóng đi tiến đến cảng Sydney.
Vành đai ngoài của cảng đã phát hiện sự xâm nhập của chiếc tàu ngầm loại nhỏ đầu tiên vào khoảng 08:00 tối, nhưng người ta đã không xác định được nó cho đến khi nó mắc vào lưới chống ngư lôi nằm giữa George's Head và Green Point. Trước khi tàu HMAS Yarroma có thể bắn trả chiếc tàu ngầm loại nhỏ, thủy thủ đoàn của nó đã tự kích nổ toàn bộ tàu do không thể di chuyển và phá hủy toàn bộ lưới chống ngư lôi.

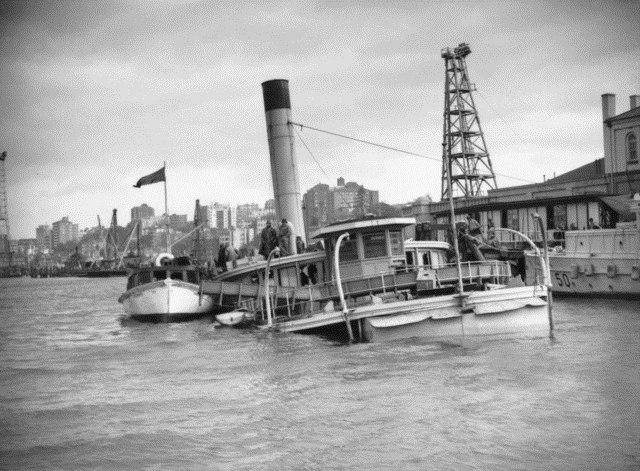
HMAS Kuttabul sau khi chìm.

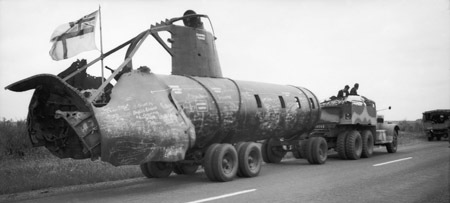
Hai chiếc tàu ngầm loại nhỏ sau khi được sửa chữa và được đưa đi triển lãm chiến tranh.

Chiếc tàu ngầm thứ hai đi vào cảng vào lúc 09:48 tối và tiến về phía Tây giữa các cầu cảng,;và toàn bộ cảng đã báo động đỏ. Khi cách Garden Island khoảng 200 m, tàu ngầm này đã bị tàu tuần dương Chicago (CA-29) tấn công. Nó đã bắn hai ngư lôi vào tàu tuần dương này; một quả đâm vào bãi biển trên Garden Island nhưng không phát nổ, quả khác lướt qua bên dưới tàu ngầm K9 của Hà Lan và đâm thẳng vào móng của cảng nơi tàu HMAS Kuttabul đang neo (khiến cho sức nổ tăng gấp đôi do bị dội lại) giết chết 21 thủy thủ (19 hải quân hoàng gia Úc và 2 Hải quân hoàng gia Anh) và nhấn chìm chiếc HMAS Kuttabul. Sau khi hoàn thành nhiệm vụ, chiếc tàu này lặn xuống và biến mất khỏi cảng. Một xác tàu được tin là của chiếc tàu ngầm này đã được tìm thấy cách cảng 30 km về phía Bắc ở độ sâu 5 km vào tháng 11 năm 2006. Nay nó được bảo vệ như một ngôi mộ chiến tranh.
Chiếc tàu ngầm thứ ba bị HMAS Yandra phát hiện tại lối vào của cảng và bị tấn công bởi hệ thống bom chống tàu ngầm. Bốn giờ sau, tàu ngầm này đã tự sửa chữa và tiến vào cảng, nhưng lại tiếp tục bị hệ thống bom chống tàu ngầm của Hải quân hoàng gia Úc tấn công. Tuy nhiên thủy thủ của chiếc tàu ngầm này đã quyết định cho nổ tàu tự sát chứ không để nó bị đánh chìm.
Hai chiếc tàu ngầm loại này đã được trục vớt và sửa chữa rồi cho lên đường đi đến New South Wales, Victoria và South Australia trước khi cho vào viện bảo tàng chiến tranh Úc tại Canberra năm 1943, nơi mà nay chúng vẫn nằm ở đó.
Vào tháng 05 năm 1942 loại tàu ngầm này cũng được dùng trong chiến dịch tấn công quân Đồng Minh tại Madagascar.